# Polisportiva Sassari Torres 2003-2004
Questa voce raccoglie le informazioni riguardanti la Polisportiva Sassari Torres nelle competizioni ufficiali della stagione 2003-2004.

## Rosa
| N. |                   | Ruolo | Calciatore          |
| -- | ----------------- | ----- | ------------------- |
|    | Italia (bandiera) | C     | Marco Asara         |
|    | Italia (bandiera) | D     | Luca Brambilla      |
|    | Italia (bandiera) | D     | Riccardo Chechi     |
|    | Italia (bandiera) | C     | Gianluca De Angelis |
|    | Italia (bandiera) | C     | Nicola De Santis    |
|    | Italia (bandiera) | A     | andrea Doardo       |
|    | Italia (bandiera) | C     | Mario Fadda         |
|    | Italia (bandiera) | C     | Gianluca Fasano     |
|    | Italia (bandiera) | A     | Marco Ferro         |
|    | Italia (bandiera) | D     | Massimiliano Mei    |
|    | Italia (bandiera) | C     | Emiliano Melis      |
|    | Italia (bandiera) | C     | Cristian Mortari    |
|    | Italia (bandiera) | C     | Mario Niedda        |

| N. |                      | Ruolo | Calciatore            |
| -- | -------------------- | ----- | --------------------- |
|    | Italia (bandiera)    | A     | Vincenzo Palumbo      |
|    | Italia (bandiera)    | D     | Luca Panetto          |
|    | Italia (bandiera)    | P     | Salvatore Pinna       |
|    | Italia (bandiera)    | D     | Luigi Porcu           |
|    | Italia (bandiera)    | C     | Luca Athos Puccinelli |
|    | Italia (bandiera)    | C     | Andrea Quaglia        |
|    | Italia (bandiera)    | P     | Marco Russo           |
|    | Italia (bandiera)    | C     | Francesco Sanna       |
|    | Italia (bandiera)    | C     | Marco Sanna           |
|    | Italia (bandiera)    | A     | Marco Sansovini       |
|    | Venezuela (bandiera) | A     | Giovanni Savarese     |
|    | Italia (bandiera)    | A     | Stefano Udassi        |

## Risultati

### Campionato

#### Girone di andata
| 31 agosto 2003 1ª giornata | Torres | 0 – 0 | Prato |  |

| 7 settembre 2003 2ª giornata | Reggiana | 1 – 0 | Torres |  |

| 14 settembre 2003 3ª giornata | Pistoiese | 0 – 0 | Torres |  |

| 21 settembre 2003 4ª giornata | Torres | 0 – 2 | Rimini |  |

| 28 settembre 2003 5ª giornata | Pavia | 1 – 2 | Torres |  |

| 5 ottobre 2003 6ª giornata | Torres | 1 – 1 | Novara |  |

| 12 ottobre 2003 7ª giornata | Cittadella | 1 – 1 | Torres |  |

| 19 ottobre 2003 8ª giornata | Torres | 1 – 0 | Pro Patria |  |

| 26 ottobre 2003 9ª giornata | Spezia | 1 – 0 | Torres |  |

| 2 novembre 2003 10ª giornata | Torres | 0 – 1 | SPAL |  |

| 9 novembre 2003 11ª giornata | Cesena | 2 – 0 | Torres |  |

| 16 novembre 2003 12ª giornata | Torres | 0 – 1 | Arezzo |  |

| 23 novembre 2003 13ª giornata | Torres | 0 – 2 | Lumezzane |  |

| 7 dicembre 2003 14ª giornata | Padova | 1 – 0 | Torres |  |

| 14 dicembre 2003 15ª giornata | Torres | 1 – 1 | Lucchese |  |

| 21 dicembre 2003 16ª giornata | Varese | 1 – 3 | Torres |  |

| 6 gennaio 2004 17ª giornata | Torres | 3 – 1 | Pisa |  |

#### Girone di ritorno
| 11 gennaio 2004 18ª giornata | Prato | 0 – 0 | Torres |  |

| 18 gennaio 2004 19ª giornata | Torres | 1 – 0 | Reggiana |  |

| 1º febbraio 2004 20ª giornata | Torres | 0 – 1 | Pistoiese |  |

| 8 febbraio 2004 21ª giornata | Rimini | 2 – 0 | Torres |  |

| 15 febbraio 2004 22ª giornata | Torres | 3 – 0 | Pavia |  |

| 22 febbraio 2004 23ª giornata | Novara | 0 – 0 | Torres |  |

| 7 marzo 2004 24ª giornata | Torres | 0 – 1 | Cittadella |  |

| 14 marzo 2004 25ª giornata | Pro Patria | 0 – 0 | Torres |  |

| 21 marzo 2004 26ª giornata | Torres | 1 – 0 | Spezia |  |

| 28 marzo 2004 27ª giornata | SPAL | 2 – 0 | Torres |  |

| 4 aprile 2004 28ª giornata | Torres | 1 – 0 | Cesena |  |

| 10 aprile 2004 29ª giornata | Arezzo | 1 – 0 | Torres |  |

| 18 aprile 2004 30ª giornata | Lumezzane | 0 – 0 | Torres |  |

| 25 aprile 2004 31ª giornata | Torres | 0 – 0 | Padova |  |

| 2 maggio 2004 32ª giornata | Lucchese | 3 – 0 | Torres |  |

| 9 maggio 2004 33ª giornata | Torres | 2 – 0 | Varese |  |

| 16 maggio 2004 34ª giornata | Pisa | 1 – 1 | Torres |  |